# Дакриопинакс
Дакрио́пинакс (лат. Dacryopinax) — род грибов из семейства Дакримицетовые.

## Биологическое описание
- Плодовые тела желатинизированные, довольно жёсткие, со шляпкой и ножкой, расширены в верхней части. Окрашены в жёлто-оранжевые тона.
- Ножка гладкая или железистая.
- Базидии — разветвлённые голобазидии без перегородок.

## Список видов
- Dacryopinax aurantiaca (Fr.) McNabb, 1965
- Dacryopinax crenata Lowy, 1987
- Dacryopinax dennisii McNabb, 1965
- Dacryopinax elegans (Berk. & M. A. Curtis) G. W. Martin, 1948
- Dacryopinax foliacea B. Liu & L. Fan, 1988
- Dacryopinax formosus Courtec. & Lowy, 1990
- Dacryopinax indacocheae Lowy, 1961
- Dacryopinax lowyi S. Sierra & Cifuentes, 2005
- Dacryopinax macrospora B. Liu, L. Fan & Y. M. Li, 1988
- Dacryopinax martinii Lowy, 1971
- Dacryopinax maxidorii Lowy, 1981
- Dacryopinax petaliformis (Berk. & M. A. Curtis) McNabb, 1965
- Dacryopinax spathularia (Schwein.) G. W. Martin, 1948
- Dacryopinax taibaishanensis B. Liu & L. Fan, 1990
- Dacryopinax xizangensis Lowy & M. Zang, 1985
- Dacryopinax yungensis Lowy, 1961